# Saint John's College (Oxford)
El Saint John’s College es uno de los  colleges que constituyen la Universidad de Oxford en el Reino Unido. Fue fundado por Sir Thomas White, un comerciante, en 1555, y cuyo corazón está enterrado en la capilla. El college es famoso por ser el más rico de Oxford, con un presupuesto estimado en 2006 de 304 millones de libras, y los resultados de sus estudiantes lo sitúan regularmente en o cerca del número uno de la University's Norrington Table.

## Historia
Thomas White, un católico, originalmente ideó el St John’s como una fuente de clérigos católicos educados que apoyaran a la Contrarreforma. San Edmund Campion, mártir católico, fue un alumno del St John’s.
White adquirió varios edificios al este del St Gilles’, y al norte del Balliol College y del Trinity College, que habían pertenecido al antiguo college de St Bernard, un monasterio y casa de estudios para la orden cisterciense, que había sido clausurado durante la Disolución de los monasterios. Inicialmente el college era bastante pequeño y no estaba bien dotado económicamente. Durante el reinado de Isabel I de Inglaterra los profesores enseñaban retórica, griego, y dialéctica pero no directamente teología. Sin embargo, desde el principio el St John’s tuvo un gran enfoque en la creación de sacerdotes educados y competentes.
White era el director de la compañía Merchant Taylors’, y estableció varias organizaciones educativas incluyendo Merchant Taylors’ School. Aunque el college estaba muy ligado a estas instituciones durante muchos siglos, pasó a ser una sociedad más abierta a finales del siglo XIX. El presupuesto que se le otorgó al St John’s en su fundación, y durante los veinte años siguientes, le hizo mucho bien. En la segunda mitad del siglo XIX se benefició, como propietario de tierras, del desarrollo de las áreas suburbanas de la ciudad de Oxford, algo inusual entre los colleges por tamaño y extensión de sus propiedades dentro de la ciudad.
Aunque inicialmente era un productor de clérigos anglicanos, el St John’s empezó a coger fama en derecho y medicina. Entre los profesores y alumnos que estudiaron en el college se encuentran el Arzobispo Laud, el padre y los hermanos de Jane Austen, la intelectual Sidney Ball, que fue muy influyente en al creación de la Asociación educacional de los trabajadores (WEA por sus siglas en inglés), Abdul Rasul, uno de los primeros bengalíes en recibir el Doctorado de Derecho Civil en Oxford, y más recientemente, Tony Blair.

## Edificios del college

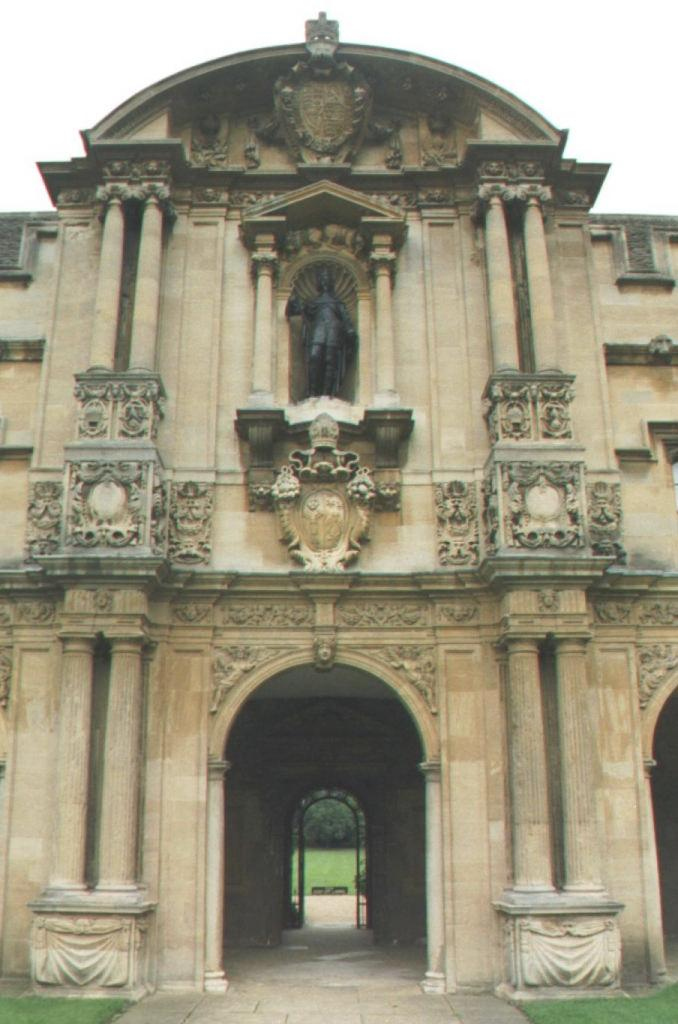
Entrada principal a los terrenos y jardines.

La mayor parte de los edificios del college están organizados en siete patios:
- El Patio Principal: son los edificios del siglo XV del antiguo monasterio de St Bernardo.
- El Patio de Canterbury: es el primer ejemplo de arquitectura renacentista italiana en Oxford, en parte encargado por el Arzobispo Laud. La mayor parte de la biblioteca del college se encuentra allí, incluyendo la Antigua Biblioteca en el lado sur, y la Biblioteca Laudiana sobre la columnata este, con vistas al jardín.
- El Patio del Delfín: construido a principios del siglo XX en el lugar que ocupaba el antiguo Dolphin Inn.
- El Patio del Jardín: un moderno (1993) patio neo italiano que incluye un auditorio y otros edificios para conferencias.
- El Patio Norte: es una mezcla irregular de edificios de los siglos XVIII, XIX y XX. Estos incluyen la escalera de caracol de la despensa adjunta al salón, el bloque que contiene la Habitación Senior Common, el edificio del silo XIX situado a lo largo de St Giles’, y la “Beehive” (1958-60) con habitaciones hexagonales no regulares. Los frescos de la Habitación Senior Common, completados en 1742, cuentan con la artesanía de Thomas Roberts, quien también trabajó en la Cámara Radcliffe y la Biblioteca Codrington.

Otros edificios incluyen al Edificio Holmes (un edificio al sur del Patio Canterbury, que contiene las habitaciones de los profesores), y el Middleton Hall, una curiosa casa, al norte del Patio Norte y colindante al “Lamb and Flag” (El cordero y la bandera), que cuenta con una fachada de piedra de principios del siglo XIX, aunque la parte trasera es de estilo victoriano con ladrillo rojo y contiene una escalera jacobina (tal vez proveniente de otro edificio).
Además, el College aloja a gran cantidad de estudiantes, tradicionalmente de segundo año pero hoy en día también a un número importante de estudiantes de último año, en las casas que son propiedad del college en Museum Road y Blackhall Road. Estos estudiantes han vuelto de la Queen Elizabeth House, que recientemente albergó la sede del Centro para el Desarrollo Internacional. Actualmente se están llevando a cabo trabajos para convertir la Queen Elizabeth House en un patio que se llamará como Sir John Kendrew, antiguo Presidente del College, premio Nobel y el mayor benefactor del college del siglo XX. El College llama a este proyecto como “el último gran patio en el centro de la ciudad”. Desde que el college incorporara Middleton Hall y se hiciera con la propiedad de St Giles House, la antigua casa del juez al norte del college, esto significará que el college se extenderá por casi toda la longitud del lado este del St Giles. Esto incluye también la reciente adquisición del pub “The Eagle and Child” (donde los conocidos escritores J. R. R. Tolkien y C.S. Lewis quedaban con sus amigos).

## Antiguos alumnos
- Kingsley Amis
- Tony Blair
- Edmund Campion
- George Cave, 1.er Vizconde Cave
- Victoria Coren
- Evan Davis (journalist)
- Reginald de Koven
- Alan Duncan
- Gwynfor Evans
- James Eyre
- Reginald John Farrer
- Príncipe Fumihito de Japón
- Geoffrey Gallop
- Adrian Goldsworthy
- Robert Graves
- Ralph Hartley
- Eric Heaton
- Robert Henley, 1.er Conde de Northington
- A. E. Housman
- Roger Howell, Jr.
- Edward James (martyr)
- Simon Jenkins
- William Juxon
- Khoo Boon Hui
- John Lanchester
- Philip Larkin
- William Laud
- Henry Longueville Mansel
- Rhodri Morgan (Primer ministro de la asamblea Galesa)
- Gilbert Murray
- Lester B. Pearson
- Peter Preston
- William Mitchell Ramsay
- Dean Rusk
- James Shirley
- J. K. Stanford
- Sir Peter Frederick Strawson
- D. J. Taylor
- Sir Stephen Richards (Lord Justice)
- Jethro Tull
- Stephen Wolfram
- John Wain
- Yannis Philippakis
- Robert Fludd